# Furcifer voeltzkowi
Espèce
Furcifer voeltzkowi est une espèce de sauriens originaire de Madagascar de la famille des Chamaeleonidae.
Cette espèce a été décrite en 1893 par Boettger, et n’avait pas été observée depuis, jusqu’à ce qu’elle soit redécouverte en 2018. Son statut de conservation n’est pas encore donné par l’UICN, mais il est demandé qu’il soit classé dans la liste rouge car sa population doit être extrêmement fragmentée et que la qualité de son habitat est en perpétuel déclin.

## Description
Il est ovipare.

## Répartition
Ce lézard se rencontre dans la partie nord-ouest de Madagascar.

## Publication originale
- Boettger, O. 1913. Reptilien und Amphibien von Madagascar, den Inseln und dem Festland Ostafrikas. pp. 269-375. In: Voeltzkow, A. Reise in Ostafrika in den Jahren 1903-1905. Wissenschaftliche Ergebnisse. vol. 3. Systematische Arbeiten. Schweizerbart’ sche Verlagsbuchhandlung, Nägele und Sproesser, Stuttgart.